# Општина Гоича (Долж)
Гоича (рум. Goicea) општина је у Румунији у округу Долж.
Oпштина се налази на надморској висини од 41 m.